# Boekelermeer
Boekelermeer is een polder, industrieterrein, buurt en buurtschap in de gemeente Alkmaar, in de Nederlandse provincie Noord-Holland.

## Geschiedenis
Boekelermeer was ooit een onderdeel van een uitgestrekt veengebied. Ontginning van het veen gevolgd door stormvloeden leidde ertoe, dat in de regio vele meren ontstonden, waaronder het Boekelermeer dat in de 17e eeuw als onderdeel van de Schermer zou worden drooggelegd. Voordien maakte het Boekelermeer ook een tijd deel uit van het grote meer, met een groot waddengebied rond de Huygen Dijck en rond Waarland.
In het veengebied lag van oudsher een bos, dat destijds Bodokenlo en wat later Bukle genoemd werd. Bodokenlo betekent "bos van ene Bodoke(n)". Door afslag verdween dit bos grotendeels in de Boekelermeer. Bij het restant van het oude bos ontstond, toen de Schermer was drooggemaakt, een kern van bewoning, wat nu bekend is als het plaatsje Boekel.
De Boekelermeerpolder was een agrarisch gebied, onderdeel van Heiloo. Bij de uitbreiding van Alkmaar werd het noordelijk deel bij de stad gevoegd. Boekel en het zuidelijk deel bleven bij Heiloo, maar werden eind 19e eeuw bij Akersloot gevoegd, dat later zou opgaan in de gemeente Castricum. Intussen kreeg de zuidelijke Boekelermeerpolder de naam Boekeler Polder, maar vaak wordt nog de naam Boekelermeerpolder gebruikt.
In het Alkmaarse gedeelte kwam al vrij snel industrie; er stonden kalkovens maar er was ook gewone bewoning. Na de Tweede Wereldoorlog werd het gebied grotendeels een industrieterrein, hier en daar is nog wat bewoning.
Stad: Alkmaar     

Dorpen: Driehuizen · Graft · Grootschermer · Koedijk (deels) · Markenbinnen · Noordeinde · Oost-Graftdijk · Oterleek · Oudorp · De Rijp · Schermerhorn · Starnmeer · Stompetoren · Ursem (deels) · West-Graftdijk · Zuidschermer 

Buurtschappen: Bergermeer · Kogerpolder (deels) · Omval · Nieuwpoort · De Nollen · De Weijdt 

Noord-Holland: Steden en dorpen      Nederland: Provincies · Gemeenten